# 非此即彼
《非此即彼》（丹麦文：Enten-Eller）是丹麦哲学家索伦·奥贝·克尔凯郭尔的著作，分为上下两卷，借以化名“维克多·埃雷米塔（拉丁文：Victor Eremita）”在1843年出版。克尔凯郭尔在书中为人类的存在勾勒出了两种相互对立的人生观，分别为“审美式的”和“道德式的”，前者耽于享乐，后者恪守道德。
两种人生观分别由两位虚构的作者所表述，他们将自己的观念以散文的形式体现其中。例如，审美者的短小文章中充满诗意与引喻，他热衷于美、勾引、戏剧、音乐等等话题。而道德者则相反，道德者的文章长且严谨，他谈论道德责任、自我反思，以及婚姻。各文章之间并非密切关联，它们更像是虚构作者个人经验的表达。本书的首要关注来源于亚里士多德提出的问题“我们应当如何生活？” 而克尔凯郭尔的座右铭来自普鲁塔克，“被欺骗者比未被欺骗者更高明。”
审美式的存在属于个人的主观领域，在这里，人类由自己的利益出发，从生活中寻找乐趣。在审美的生活下，个人可以达到最高的可能，也可以陷入最低的深渊。相反，道德式的存在从属于文明的领域，在那里，个人的身份与价值取决于周围的客观世界。简而言之，一个人要么对世界上发生的一切置若罔闻，要么参与其中。道德式的生活源于有意识的选择，但是假如人们对这种生活参与过深，他们很可能会失去真实的自我。只有信仰才能将个体从这两种相互对立的领域中解脱。《非此即彼》的结尾是一篇简短的布道，它为宗教的存在提供了一个存在主义的维度，而这也是克尔凯郭尔一生所致力于阐述的东西。于是，克尔凯郭尔为读者留下的最终问题是“从你所看见的那张脸背后发现隐藏的另一面”，首先从自我开始，然后扩展到他人。

## 体裁
书中包含了两个持不同人生观者之间的通信。
除此之外，文章的先后顺序和引言皆由一位编辑完成。但实际上，通信者、编辑者的名字都是假名，它们的作者都是克尔凯郭尔本人。

## 主题
本书的主题是齊克果所关注的两种对立的人生观。
- 名为“A”的作者之人生观是“审美式的”
- 而与他通信的“法官威廉”则持有“道德式的”人生观。

前者主张人生应当及时行乐，避免承担责任和义务；而作为答复，后者认为前者只是在逃避选择。威廉进一步认为，一个人只有通过具体地选择，才能完成道德式的生活，审美式的人生观只能导致绝望。

## 内容提要
作品分为两卷，分别是两位假名作者的作品。其中上卷为一些长短不一的审美论文，而下卷主要是书信形式的文字，包括两篇大规模和一篇较短的研究报告，都是伦理方面的内容。

上卷：
- 间奏曲（Διαψαλματα）

该部分包含一系列散文诗式的段落，主要阐述作者A的审美式的思想，其内容涉及诸多方面，描述作者A的心理活动。标题Διαψαλματα为希腊语，意为“间奏曲、副歌”。
- 那些直接的爱欲的阶段或者那音乐性的——爱欲的

通过对音乐和文学作品的分析，用以论证作者A的观点，即“在所有经典作品中，莫扎特的《唐璜》应当被置于最高”。在这部分中，作者A首先提出其观点，即“莫扎特的《唐璜》无与伦比”，之后通过从美学和哲学方面（包括对黑格尔理论的论述）的分析，以得出其审美式的结论。在其中亦将莫扎特的《唐璜》和歌德的《浮士德》、《荷马史诗》做类比和对比。同时也提出一些问题并给出其回答，如“最远离语言的媒介是最抽象的”。作者A对“感官性的”和“爱欲的”做了剖析和解释，对语言作为媒介来表达“感官性的”和“爱欲的”做出分析，从而引出音乐对于“感官性的”、“爱欲的”的表达：“在感官性的——爱欲的天赋中，音乐有着自己的绝对的对象”。从作者A的角度看，语言终止，音乐开始。接下来作者A按阶段来解读莫扎特的作品，第一阶段由《费加罗的婚礼》引出并分析，更确切地说是从《费加罗》中的侍从 切鲁比诺来引出，并将之与唐璜做比较。第二阶段由《魔笛》中的帕帕吉诺来标示。即是对帕帕吉诺的咏叹调进行审美性的哲思，说明其中“音乐性的”表现和意义。而在作者A看来，他所分析的帕帕吉诺是神话式的，是虚构的，即是“感官性的”和“爱欲的”。第三阶段以唐璜作为标示。并在此做出简要总结：第一阶段理想的欲求这“那唯一的”；第二阶段在“那多样的”定性之下欲求“那单个的”；而第三阶段即是由此得出的统一。由此指出：“对于这一理念的陈述表达是唐璜，接着，对唐璜的陈述表达则又只能是音乐”。提出唐璜是对于“那魔性的”表达，被定性为“那感官性的”。继而解释感官性在《唐璜》中被领会的方式。然后指出：《唐璜》是绝对音乐性的。接下来对比莫里哀的《唐璜》与莫扎特的不同之处，亦即莫里哀领会《唐璜》的方式——朝着“那喜剧性的”方向。之后讲述格局的内在音乐性的构建，对于前奏，咏叹调的理解及说明。而最终得出其结论，与开篇呼应：莫扎特的《唐璜》在所有经典作品中处于最高。
- 古典悲剧元素在现代悲剧内容中的反映

作者在其中指出古典悲剧和现代悲剧的区别在于古典悲剧中，悲哀更深刻，而痛苦则比较小；在现代悲剧中，痛苦则更大。即：古典悲剧更多的是悲哀，而现代悲剧更多的是痛苦。而痛苦则暗示着对于苦难的反思。以《菲罗克忒忒斯》为例，解释希腊悲剧中从悲哀到痛苦的过渡。
- 剪影

这部分副标题为“心理学消遣”，可理解为“对内在反思性悲哀的剖析”。其中谈及诗歌与艺术间的差异：艺术在空间的定性中而诗歌在时间的定性中，艺术描述静态的东西而诗歌描述动态的东西。提出了“反思性的悲哀”，作者指出：这种“反思性的悲哀”是无法被描述的，因为“那内在的”和“那外在的”之间的平衡被取消掉了，于是它就不再处于那空间性的定性之中了。同时，它也无法被艺术性地描述，因为他不具备内在的静态而是不断地处在运动之中；导致这种“反思性的悲哀”的原因既包括主体品性也包括客体的悲哀和导致悲哀的缘由。“我所想要选出的就是这反思性的悲哀，并且，我尽可能地让它在一些图像中展现出来。我将这些图像称作剪影”。此处即本章标题的由来。作者力求在此处解释清楚这种既“难以被描述”又“难以被艺术性地描述”的“反思性的悲哀”，剪影实际上是一种类比的描述方式。接着，作者又举出三个例子来解释：《克拉维果》的玛丽·博马舍、《唐璜》的多娜·爱尔薇拉以及《浮士德》的玛格丽特。
- 最不幸的人

首先讨论两种不幸：希望类的不幸个体人格和回忆类的不幸个体人格。不幸的人是缺席的。但是一个人的缺席，如果不是在过去的时间就是在将来的时间里的话，那么他就是缺席的。如果一个人作为希望着的个体人格对自身而言不是现在着的，那么他在更为严格的意义上就变得不幸。回忆性的不幸在于“它是过去了的”，由此而来的不幸是显而易见的。继而作者提出两种类型的结合，在更严格意义上的各种不幸的构成形式。那阻碍他“在自己的希望之中成为现在着的”的东西是回忆，而那阻碍他“在回忆之中成为现在着的”的东西是希望。于是他将永远地缺席。他所希望的东西处在他的身后，而他所回忆的东西处在他的前方。他的生命不是向后，而是双向地错反。
最后，作者指出：“最不幸的人”同时也就成了“最幸福的人”，因为这恰恰是一件幸福的礼物，没有人能够给自己这样一件礼物。
- 最初的爱

《最初的爱》是法国剧作家奥古斯丁·欧仁尼·斯克里布的喜剧。
在本章中，作者首先提出并解释了创作的“机缘”。在此，“机缘”不同于“原因”，原因是指导致某种结果的起因，其中含有必然的逻辑关系，而机缘是一种偶然的现象，它不会导致结果，而是引出结果。作者指出：尽管机缘在一定意义上看来是微不足道的，但却是必不可少的。于是，在理想意义上说“机缘”不是偶然的东西。而在拜物意义上说，机缘是偶然的东西，而在这一偶然性之中则是必然的东西。经过反复的推敲，作者指出：机缘同时是最意义重大又是最微不足道、即是最高又是最卑微、既是最重要又是最不重要的东西。没有机缘，就不会真正有什么东西发生，单机缘又丝毫不参与那发生的东西。机缘是最后的范畴，是从理念层面到现实的真正过度范畴。
继而，作者引出所要论述的内容：斯克里布的《最初的爱》
- 轮作

在本章中，克尔凯郭尔以一种审美的视角探讨了生活中避免无聊和寻找意义的策略，核心在于通过变化和创造来维持精神的活力。他借用农业中的“轮作”比喻，主张人应不断转换兴趣和活动方式，以免陷入单调的惯性中。他认为，无聊是人类的根本困境，而审美生活的关键在于通过有意识地挑选和组织生活中的体验，保持新鲜感和愉悦感。然而，这种轮作式的生活方式尽管可以暂时抵抗无聊，却无法触及生命的更深层次意义，因为它始终停留在外在的、被动的层面，缺乏伦理的根基与更高的目标指引。克尔凯郭尔通过这一章引发读者思考：审美的轮作能否真正满足人类对意义的追求，还是仅仅在掩盖一种更深的存在焦虑。最终，他隐含地指出，虽然轮作有其智慧，但如果没有更高的伦理承诺，生活仍会滑向空虚和无意义。
- 诱惑者日记

这一部分展现了一位精致而冷静的诱惑者对爱情和人性进行的计算与操控。主人公以一种高度自觉的方式追求美感与享乐，将爱情视为一场艺术创作，通过引诱和征服来体验情感的高潮，却对责任和持久的关系毫无兴趣。在这段叙事中，爱情被剥离了伦理与信仰，仅剩下感官和心理的游戏，突显了审美生活的浅薄与虚无。尽管诱惑者表现出对情感的精致理解和对人性的深刻洞察，他最终仍陷入一种孤独与无意义的状态。《诱惑者日记》通过这种鲜明的角色和叙述，揭示了审美生活的极限：它只能满足短暂的快感，却无法为人生提供真正的归宿与价值。克尔凯郭尔通过这部日记，不仅批判了享乐主义的空洞，更为伦理生活的深度和信仰生活的必要性埋下了伏笔。
下卷：
- 婚姻在审美上的有效性

1. 审美与伦理的对立：克尔凯郭尔首先承认婚姻具有审美价值，特别是其浪漫性、诗意和情感丰富的层面。但他指出，单纯从审美角度理解婚姻是片面的，因为这种理解仅关注外在的和感官的享受。审美追求易陷入享乐主义的陷阱，使人始终徘徊于“选择的焦虑”中，而无法实现自我。
2. 婚姻的伦理意义：在克尔凯郭尔看来，婚姻超越了审美的瞬间愉悦，它要求一种更高层次的伦理承诺。婚姻不仅仅是情感或欲望的表达，而是两个人共同承担责任、追求持久幸福的伦理行为。婚姻体现了一种对生活的选择，即从“审美的外在”走向“伦理的内在”。它要求双方以信仰和责任为基础，克服个人的局限性，形成共同的生命意义。
3. 审美有效性与伦理转化：克尔凯郭尔并未否定婚姻的审美层面，而是主张它必须融入伦理的框架中才具有真正的意义。审美的愉悦可以成为婚姻的入口，但只有通过伦理的深化，婚姻才能真正长久和稳定。婚姻是人类自我超越的一种形式，通过对伴侣的承诺和奉献，个人实现了从孤立的审美个体到伦理共同体成员的转变。
4. 自由与选择的主题：婚姻的核心在于自由的选择。克尔凯郭尔认为，选择婚姻本身是对生命意义的深刻确认，因为它要求个体承担选择的后果，并在这种选择中找到自我。他批评了逃避选择和责任的审美生活方式，认为只有在伦理的选择中，人才能体验到真正的自由。

- “那审美的”和“那伦理的”两者在人格修养中的平衡

探讨了人类存在的两种基本生活方式及其在个人发展中的相互作用。他认为，审美和伦理不是截然对立的，而是人类人格修养中不可或缺的两个维度。审美代表了对感官享受、自由想象和当下愉悦的追求，而伦理则体现了责任、承诺以及对更高人生意义的追寻。在克尔凯郭尔看来，人格的真正成熟在于找到这两者的平衡点：既不过分沉溺于审美快感，忽视生命的深度；也不单纯追求伦理义务，压抑人性的感性与诗意。平衡意味着一种综合状态，个体在承认审美价值的同时，通过伦理的选择赋予生命更高的目标。最终，人格的修养体现在超越单一维度，将审美融入伦理框架，形成一种完整而和谐的存在。这种平衡既避免了审美的虚无，也克服了伦理的僵化，使人得以在自由与责任之间找到真实的自我。
- 最后的话

在最后，克尔凯郭尔以反思的方式总结了整部作品，强调个人存在的核心在于对生活的选择与自我承担。他指出，人生的真正意义不在于逃避矛盾与困境，而在于勇敢地面对它们，通过审美与伦理的对立中实现自我超越。他强调，审美的追求固然迷人，但若没有伦理的引导，就难以避免空虚和迷失；而伦理的生活虽充满责任，却因信仰和承诺而彰显出生命的深度与力量。克尔凯郭尔通过辩证的方式，试图引导读者意识到，人生不是单一层面的存在，而是一个动态的过程，需要在审美与伦理之间寻找平衡，并在这个过程中不断塑造真实的自我。他以一种开放而深刻的语调结束全书，呼唤人们走向更高的存在状态，不仅承认生命的复杂性，更在其中找到自己独特的意义。

## 翻译版本
《非此即彼——一个生命的残片》，克尔凯郭尔文集，中国社会科学出版社，京不特 译；2009年

《追尋自由的真諦：祈克果論人生抉擇》，校園書房出版社，林梓鳳 譯；2015年

## 内容摘要
- A的文稿包容了许多奔向一种审美的人生观的趋向。一种有着连贯性的审美人生观几乎是无法得以解说的。B的文稿包含了一种伦理的人生观。在我听任这一想法来影响我的灵魂时，我就清楚了：在对这本书的命名上，我可以让这想法来引导我。我所选的标题恰恰表达了这一点。
- 在这本书被读完后，这是A和B就被忘却了，只有那些不同的人生观相互面对地站立着，不期待在各种特定的人各种有任何总结性的定论。
- 诗人是什么？一个不幸的人；他心中藏着深深剧痛，而他的嘴唇却是被如此构造的：在叹息和哭叫涌过它的时候，这叹息和哭叫听起来像是一种美妙的音乐。
- 于是评论家们出场了，他们说：对呵，根据审美者的规矩应当是如此。现在，这是理所当然的，一个批评家就完完全全像一个诗人，只是他没有剧痛在心中，也没有音乐在唇上。这样看来，我宁可作一个阿玛尔桥上的牧猪人而能为猪所理解，也不去作诗人而为人所误解。
- 那些人其实是没有道理。他们从不使用他们所拥有的那些自由，却去索求他们所不拥有的那些自由；他们有思想自由，他们索求言论自由。
- 比如说，国王身旁有小丑，浮士德有瓦格纳，堂吉诃德有桑丘潘沙，唐璜有勒波拉罗。这一形式结构在本质上也是属于中世纪的。于是这理念属于中世纪，而在中世纪中，它则并不属于某个单个的诗人，——各种有着原始力量的理念带着本土的（autochthonisk）本原性从民俗生活的意识世界中爆发出来，而它就是这些理念之一。中世纪必须把由基督教带入了这个世界的那种肉体和精神间的分裂当作自己思考的对象，而为了这个目的，它把那些斗争着的力量分别地当作一种观想（Anskuelsen）的对象。
- 那真正悲剧性的悲哀要求有一个“辜”的环节，那真正悲剧性的痛苦要求一个“无辜性”的环节；那真正悲剧性的悲哀要求有一个“透明性”的环节，那真正悲剧性的痛苦要求一个“朦胧晦涩”的环节。
- 这一目光是欲求着的，但却在同时有事谨慎的、紧张和强制性的，并且也是那么地投入、坚忍和狡猾并在同时有事那么正直而善意，它温和地把个体引到某种舒坦的困倦之中，在这困倦里，个体因倾诉自己的悲哀而获得了一种快感，就像我们因流血至死而获得的那种快感。“那现在的”被忘却了，“那外在的”被穿透，“那过去了的”得以复苏，给爱的呼吸放松了。
- 是啊，如果有这样一个人，他无法死去，如果传说中所说的那个关于永恒的犹太人的说法是真实的话，那么，就去宣告他为那个最不幸的人吧，我们还踌躇什么？
- 如果我想象一个人，他曾经生活却没有领会到生活的喜悦或者生活的乐趣，而现在他在自己死亡的瞬间突然看见了这些喜悦和乐趣，如果我想象他不死，这回事最为侥幸的事情，但是如果他复活而没有因此重新从头再生活，那么，在“谁是最不幸的人”这个问题出现的时候，他将无疑能够成为我们的考虑对象。
- 在日常中他尽享那“被看成是有理智的人”的荣誉，但他却知道，如果他去想任何一个人解释这发生在他身上的到底是什么，他都会被人宣告为是发了疯。这一点是足以让人发疯的，但是他却没有，而这却恰恰是他的不幸。他的不幸就是他过早地来到了这世界并且因此而不断地来得太迟。他不断地完全接近目标，而在同一瞬间他远离了目标，这是他发现那使得他不幸的东西——因为他拥有这东西或者因为他是如此而使得他不幸，这东西正是那在几年前会使得他幸福的东西——如果他那时拥有这东西的话，但那时他变得不幸，因为他没有拥有它
- 这样，机缘同时既是最意义重大又是最微不足道、既是最高又是最卑微、既是最重要又是最不重要的东西。